# Protoschista
Protoschista es un género de foraminífero bentónico de la familia Thomasinellidae, de la superfamilia Textularioidea, del suborden Textulariina y del orden Textulariida. Su especie tipo es Lituola findens. Su rango cronoestratigráfico abarca el Holoceno.

## Discusión
Clasificaciones previas incluían Protoschista en la superfamilia Hormosinoidea y del orden Lituolida.

## Clasificación
Protoschista incluye a las siguientes especies:
- Protoschista findens †
- Protoschista grandis †